# Бајенкур
Бајенкур (фр. Bayencourt) насеље је и општина у североисточној Француској у региону Пикардија, у департману Сома која припада префектури Амјен.
По подацима из 2011. године у општини је живело 83 становника, а густина насељености је износила 45,11 становника/km². Општина се простире на површини од 1,84 km². Налази се на средњој надморској висини од 200 метара (максималној 157 m, а минималној 110 m).

## Демографија
| 1962. | 1968. | 1975. | 1982. | 1990. | 1999. | 2011. |
| ----- | ----- | ----- | ----- | ----- | ----- | ----- |
| 67    | 76    | 70    | 72    | 64    | 73    | 83    |

График промене броја становника у току последњих година